# مهدی جانین
مهدی جانین (انگلیسی: Mehdi Jeannin؛ زادهٔ ۲۰ آوریل ۱۹۹۱) بازیکن فوتبال اهل الجزایر است.
از باشگاه‌هایی که در آن بازی کرده‌است می‌توان به باشگاه فوتبال کلرمون فوت اشاره کرد.